# (189848) Eivissa
(189848) Eivissa est un astéroïde de la ceinture principale.

## Description
(189848) Eivissa est un astéroïde de la ceinture principale. Il fut découvert le 23 mars 2003 à Costitx par l'Observatoire astronomique de Majorque. Il présente une orbite caractérisée par un demi-grand axe de 2,63 UA, une excentricité de 0,23 et une inclinaison de 7,5° par rapport à l'écliptique.

## Compléments